# Dieter Hoffmann (Physiker)
Dieter H. H. Hoffmann (* 15. April 1950 in Hildburghausen) ist ein deutscher Kernphysiker. Seit 1998 ist er Professor am Institut für Kernphysik der Technischen Universität Darmstadt.

## Leben
Hoffmann hat 1975 sein Diplom in Physik an der Ruhr-Universität Bochum abgeschlossen. Er promovierte anschließend bis 1979 an der Technischen Hochschule Darmstadt. Es folgte ein Auslandsaufenthalt an der Stanford University, Kalifornien,
USA sowie erneut eine Anstellung der TU Darmstadt, welche bis 1982 dauerte. Hoffmann arbeitete anschließend für das Max-Planck-Institut für Quantenoptik in Garching bei München sowie für die Gesellschaft für Schwerionenforschung in Darmstadt. An der TU Darmstadt habilitierte er sich 1993 und nahm einen Ruf für eine Professur in experimenteller Kernphysik der Universität Erlangen an. 1998 wurde er Professor für Kernphysik in Darmstadt.

## Wissenschaftliche Arbeit
In mehr als 545 Artikeln beschäftigt sich Hoffmann mit der experimentellen Kernphysik, Plasmaphysik und Astroteilchenphysik.

## Ämter
- 1996–1997: Direktor des Physik-Instituts der Friedrich-Alexander-Universität, Erlangen
- 1998–1999: Direktor des Instituts für Kernphysik, TU Darmstadt
- seit 2003: Herausgeber der Zeitschrift Laser and Particle Beams, Cambridge University Press
- seit 2003: Sprecher der HEDgeHOB-Kollaboration des FAIRs
- seit 2004: Mitglied der Redaktionsleitung der Zeitschrift Contributions to Plasma Physics

## Auszeichnungen
- 1999: Ehrendoktorwürde der Russischen Akademie der Wissenschaften
- 2009: Honorarprofessor der Xianyang Normal Universität, China